# Zemplínske Hradište
Zemplínske Hradište (em húngaro: Hardicsa) é um município da Eslováquia, situado no distrito de Trebišov, na região de Košice. Tem 20,17 km² de área e sua população em 2018 foi estimada em 1.171 habitantes.

## Demografia
| Ano:        | 1994 | 2004   | 2014   | 2024   |
| ----------- | ---- | ------ | ------ | ------ |
| Broj ljudi: | 1166 | 1150   | 1136   | 1084   |
| Razlika:    |      | -1,37% | -1,21% | -4,57% |

| Ano:               | 2023 | 2024   |
| ------------------ | ---- | ------ |
| Número de pessoas: | 1099 | 1084   |
| Diferença:         |      | -1,36% |